# إيان غوميز
إيان غوميز (بالإنجليزية: Ian Gomez) مواليد 27 ديسمبر 1964 في نيويورك، نيويورك، الولايات المتحدة، هو ممثل أمريكي بدأ مسيرته الفنية سنة 1993.

## الأعمال

### أفلام
- ماي بيغ فات غريك ويدنغ (2002) (بدور: مايك)
- ديكي روبرتس: النجم السابق الطفل (2003)
- ماي لايف إن روينز (2009)
- لاري كراون (2011) (بدور: فرانك)
- ماي بيغ فات غريك ويدنغ 2 (2016) (بدور: مايك)

### مسلسلات
| السنة | العمل            | الدور        |
| ----- | ---------------- | ------------ |
| 1995  | متزوج ولدي أطفال |              |
| 1995  | ميرفي براون      |              |
| 1995  | ذا درو كاري شو   |              |
| 1998  | ملروس بليس       |              |
| 2002  | إن واي بي دي بلو | جويل روبنسون |
| 2002  | اكبح حماسك       |              |
| 2006  | الضياع           |              |
| 2006  | الجنة السابعة    |              |
| 2007  | هيروز            |              |
| 2008  | وفقا لجيم        |              |
| 2008  | ريبر             | جاك كينغ     |
| 2011  | غريز أناتومي     | دوكتور       |
| 2011  | ذا ميدل          |              |
| 2012  | تاتش             | ويد          |
| 2012  | دروب ديد ديفا    | وارن باتون   |
| 2016  | سوبرغيرل         |              |

## روابط خارجية
- إيان غوميز على موقع IMDb (الإنجليزية)
- إيان غوميز على موقع ألو سيني (الفرنسية)
- إيان غوميز على موقع ميوزك برينز (الإنجليزية)
- إيان غوميز على موقع أول موفي (الإنجليزية)
- إيان غوميز على موقع قاعدة بيانات الأفلام السويدية (السويدية)
- إيان غوميز على موقع إن إن دي بي (الإنجليزية)
- إيان غوميز على موقع قاعدة بيانات الفيلم (الإنجليزية)
- إيان غوميز على موقع كينوبويسك (الروسية)